# Rolf (film)
Rolf è un film del 1983 diretto da Mario Siciliano.

## Trama
Rolf, un ex mercenario che ora si guadagna da vivere come pilota di elicotteri, riceve la visita di alcuni suoi amici dei tempi di quando era un mercenario, che vogliono essere aiutati in un'operazione di traffico di droga. Rolf si rifiuta di essere coinvolto nell'affare, cosa che fa arrabbiare i suoi ex amici e lo picchiano duramente. In seguito scopre che la sua ragazza è stata violentata e uccisa, e si propone di scoprire se sono stati i suoi ex amici o il capo della polizia locale, che ha cercato di sbarazzarsi di Rolf per ottenere la ragazza per sé.